# Carl von Linde

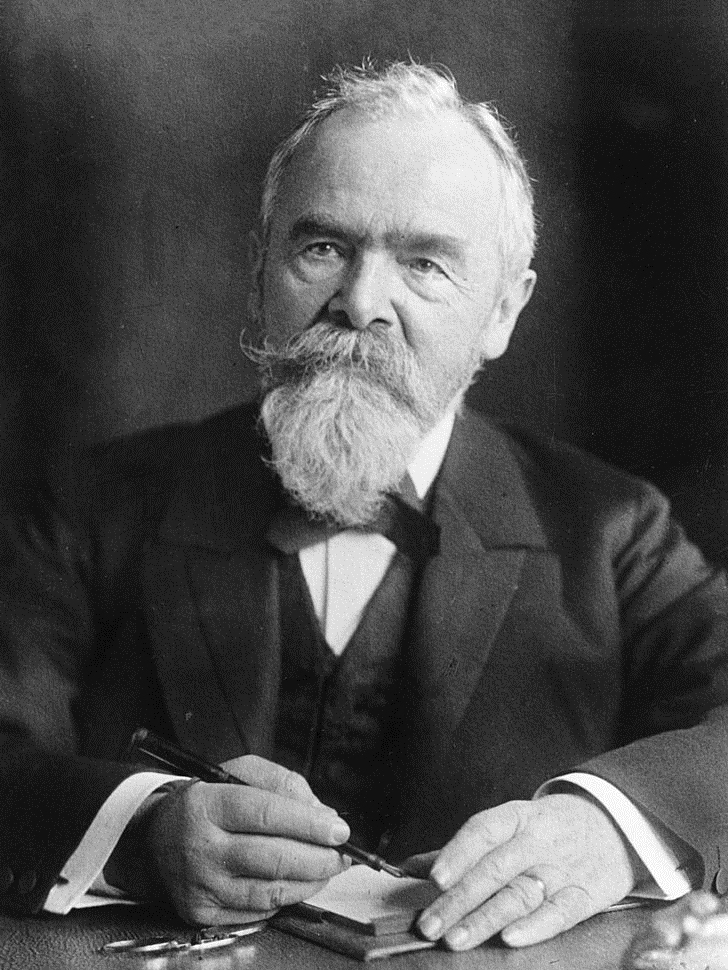
Carl von Linde (1925)

Carl Paul Gottfried Linde, ab 1897 Ritter von Linde, (* 11. Juni 1842 in Berndorf bei Thurnau; † 16. November 1934 in München) war ein deutscher Ingenieur, Erfinder und Gründer eines heute internationalen Konzerns, der Linde plc. Er entwickelte von 1871 bis 1873 eine Kältemaschine, die Eis für Brauereien erzeugte, so dass Bier auch im Sommer produziert werden konnte. Seine Erfindung der modernen Kühltechnik ist Grundlage der heutigen Kühlschränke. Mithilfe seines Linde-Verfahrens konnte er als erster in großem Maßstab Luft verflüssigen. Er gilt als Pionier der Kälte- und der Tieftemperaturtechnik.

## Leben
Carl Linde wurde als drittes von neun Kindern als Sohn des evangelisch-lutherischen Pfarrers Friedrich Linde und seiner Frau Franziska in Berndorf (Oberfranken) geboren. Aus beruflichen Gründen – sein Vater übernahm die Pfarrei St. Mang – zog die Familie ins Pfarrhaus nach Kempten. Carl Linde besuchte als einziger der vier Söhne bis zum Abitur das Humanistische Gymnasium in Kempten, das heute nach ihm benannt ist (Carl-von-Linde-Gymnasium Kempten). Bei häufigen Besuchen in der Kemptener Aktienbaumwollspinnerei reifte in ihm der Wunsch, Ingenieurwissenschaften zu studieren.

### Studium und erste Arbeitsstelle
1861 begann Carl Linde ein Studium am Polytechnikum Zürich, wo Rudolf Clausius, Gustav Zeuner und Franz Reuleaux seine Lehrer waren. 1864 beendete er sein Studium ohne Abschluss, da er nach der Teilnahme an einem Studentenprotest gegen den Direktor Pompejus Bolley zwangsexmatrikuliert wurde. Reuleaux vermittelte ihm eine Lehrstelle in der Baumwollfabrik von Kottern bei Kempten (Allgäu), die er im selben Jahr antrat. Er blieb dort aber nur kurze Zeit und arbeitete danach – aufgrund von Empfehlungsschreiben von Zeuner und Reuleaux – ab August 1865 als Ingenieur im Zeichenbüro von Borsig in Berlin. Bereits im Februar 1866 zog er nach München, um als Leiter des Konstruktionsbüros bei der in Gründung befindlichen Lokomotivfabrik Krauss & Comp. zu arbeiten.

### Ehe und Kinder
Am 26. Februar verlobte er sich und am 17. September 1866 heiratete er in Kempten Helene Grimm, Tochter des Generalstaatsanwaltes in Berlin und eine entfernte Verwandte seiner Mutter. Aus der 53 Jahre währenden Ehe entstammten sechs Kinder:
- Maria Linde (1867–1954), ⚭ Karl Ranke, Psychiater, gehörte von 1935 bis 1948 auch dem Aufsichtsrat der Linde AG an
- Franziska Linde (1868–1966), ⚭ lutherischen Pfarrer
- Friedrich Linde (1870–1965), Physiker
- Anna Linde (1873–1949), ⚭ Walter Michaelis, lutherischen Pfarrer und späteren Präses des Gnadauer Gemeinschaftsverbandes
- Richard Linde (1876–1961), Maschinenbauingenieur
- Elisabeth Linde (1880–1959), ⚭ Rudolf Wucherer

Lindes beiden Söhne Friedrich und Richard traten in die Firma Linde ein und setzten das Lebenswerk von Carl von Linde ebenso fort wie sein Schwiegersohn Rudolf Wucherer, der Ehemann der jüngsten Tochter Elisabeth. In der nächsten Generation ging die Unternehmensführung auf Rudolfs Sohn Johannes Wucherer über.
Carl von Lindes Frau Helene starb am 14. September 1919. Daraufhin ging er am 6. September 1921 nochmal eine Ehe mit Elisabeth Rüthnick ein.

### Gesundheit
Carl von Linde hatte die meiste Zeit seines Lebens gesundheitliche Probleme, wie häufige Migräneanfälle und chronische Magenschmerzen, was er auf seine aufreibende Arbeit zurückführte. Seit 1895 verbrachte er jeden Sommer mehr als drei Monate in den bayerischen Bergen und hatte in dieser Zeit geschäftlich fast ausschließlich Briefkontakt. Erst nachdem er seine physische Überlastung reduziert hatte, besserte sich ab dem 60. Lebensjahr sein Gesundheitszustand bis ins hohe Alter. Politisch engagierte sich Linde nicht. Er starb 1934 im Alter von 92 Jahren.

### Grabstätte

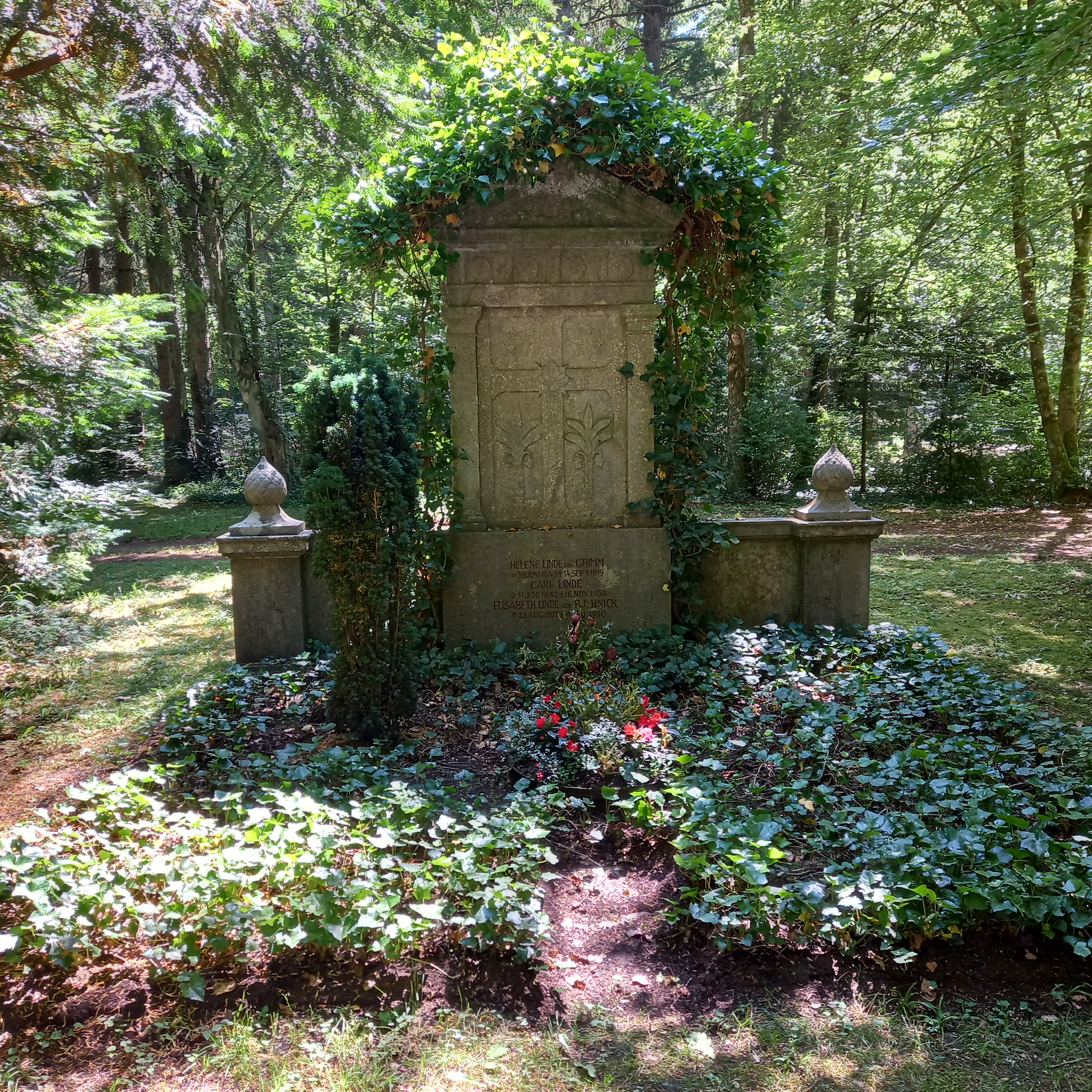
Grab von Carl von Linde auf dem Waldfriedhof (München)

Die Grabstätte von Carl von Linde befindet sich auf dem Münchner Waldfriedhof (Grabnr. 139-W-9) . im alten Teil des Waldfriedhofs in München im Grab Nr. 139-W-9b. In dem Grab sind auch Carl von Lindes Ehefrauen Helene (* 20.06.1843; † 14.09.1919) und Elisabeth (* 25.08.1875; † 19.05.1950) bestattet.

## Werk

### Hochschullehrer und Erfinder

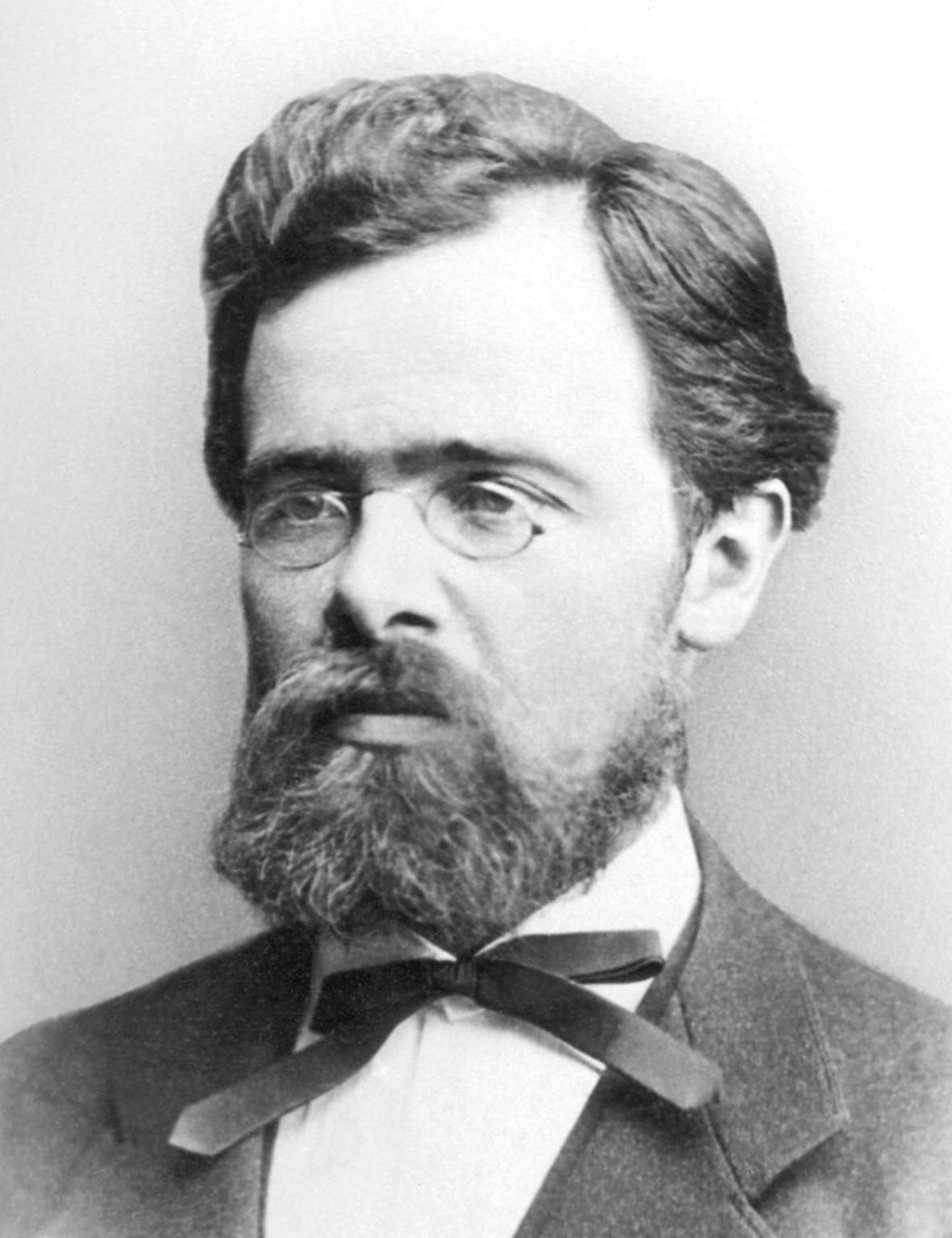
Carl Linde (1868)

1868 folgte er einem Ruf von Karl Maximilian von Bauernfeind, dem Gründungsdirektor zur Polytechnischen Schule München, der Vorläuferin der heutigen Technischen Universität München. Mit erst 26 Jahren wurde er außerordentlicher Professor, 1872 dann ordentlicher Professor für Maschinenlehre. Am Polytechnikum richtete Linde für 70 000 Gulden das erste Maschinenlabor Deutschlands ein, in dem unter anderem Rudolf Diesel ausgebildet wurde.
Linde schuf ganz wesentliche Grundlagen der modernen Kältetechnik. Ein Preisausschreiben für eine Kühlanlage zum Auskristallisieren von Paraffin war für den Hochschullehrer der Anreiz zum Entwurf einer Kühlmaschine. 1871 veröffentlichte Linde einen Aufsatz über verbesserte Kältetechnikverfahren im Bayerischen Industrie- und Gewerbeblatt. Im Sommer 1871 trat daraufhin August Deiglmayr, der Direktor der größten österreichischen Brauerei Dreher, an Linde mit der Frage heran, ob es möglich wäre, eine Kühlanlage für einen Gärkeller in deren Brauerei in Triest zu bauen. Mit dem Onkel von Deiglmayr, Gabriel Sedlmayr von der Münchener Spaten-Brauerei fanden die beiden einen weiteren Interessenten, der Linde sowohl mit Räumlichkeiten in München als auch finanziell bei seinen Versuchen unterstützte. Für die entworfene Kälteerzeugungsmaschine wurde am 17. Januar 1873 ein bayrisches Patent angemeldet und die Erteilung forderte, dass binnen eines Jahres ein funktionsfähiges Exemplar existierte. Linde und Sedlmayr beauftragten die Maschinenfabrik Augsburg mit dem Bau. Die Maschine war zwar rechtzeitig fertig und Sedlmayr reichte am 20. Januar 1874 den Nachweis der Inbetriebnahme ein, aber es gab massive Schwierigkeiten, denn die von Linde vorgesehene Quecksilber-Dichtung für das Kältemittel Dimethylether funktionierte nur mangelhaft. Daher entwarf Linde auf seine eigenen Kosten mit seinem Mitarbeiter Friedrich Schipper eine neue, einfachere, leichtere und wirkungsvollere Kältemaschine, mit Ammoniak als Kältemittel. Das Prinzip der Abkühlung von Gas, das vorher mechanische Arbeit geleistet hatte, war beiden gemeinsam. Linde meldete den neuen Kompressor am 25. März 1876 zum Bayerischen Patent und im August 1877 beim gerade erst gegründeten Reichspatentamt zum Reichspatent an: das Patent erhielt die Nummer 1250. Der erste neue Kompressor wurde 1876 an die Dreher-Brauerei in Triest verkauft und lief dort von 1877 bis 1908. Weitere Maschinen folgten an die Mainzer Actien-Bierbrauerei, Spaten in München, 1877 Heineken in den Niederlanden und 1878 Carlsberg in Dänemark.

### Unternehmensgründung

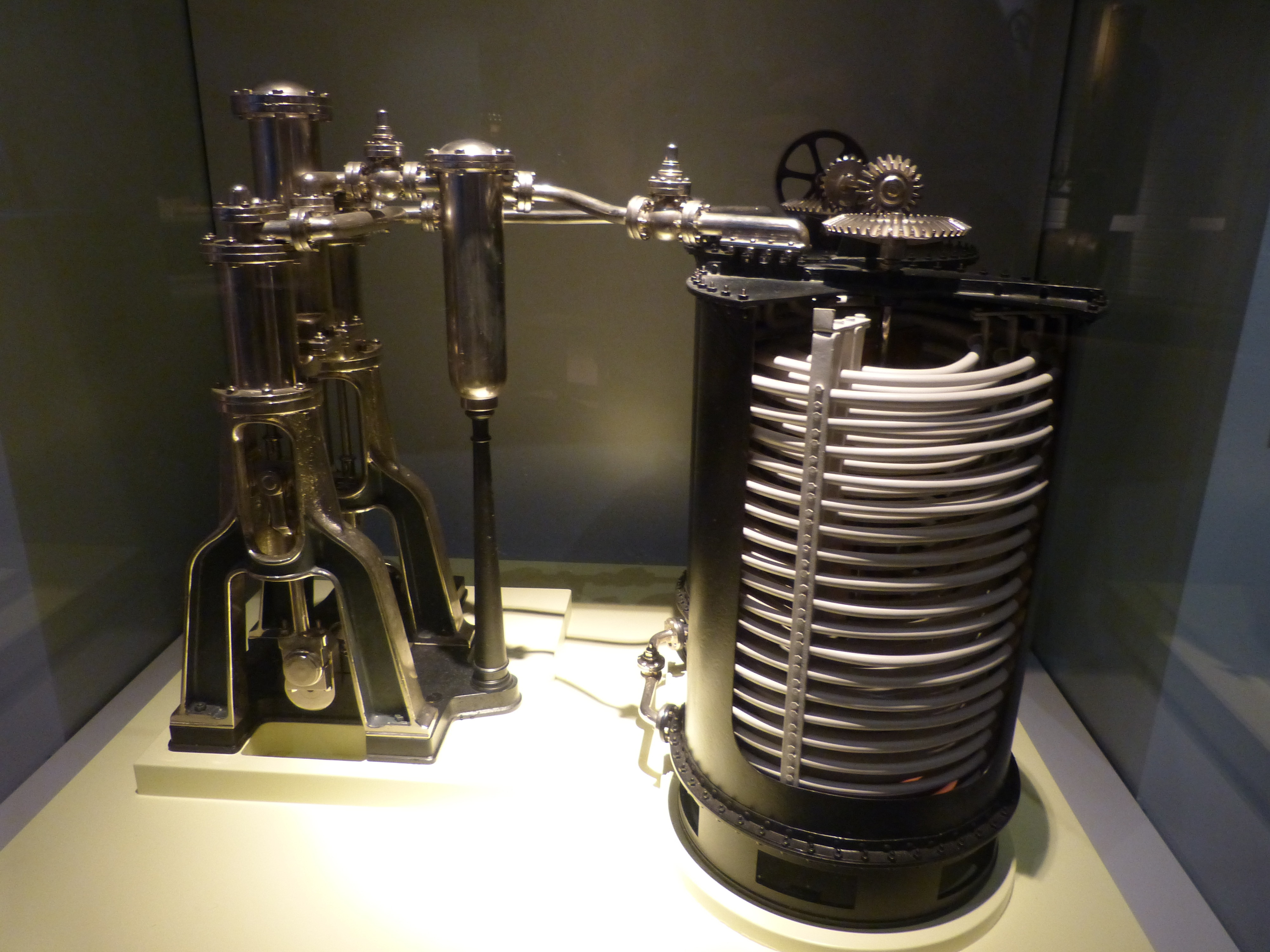
Modell einer Kompressionskältemaschine von Carl von Linde, Deutsches Museum München

1879 gab der Erfinder sein Lehramt auf und gründete am 21. Juni des gleichen Jahres mit Sedlmayr, Georg Krauß, Heinrich von Buz von der Maschinenfabrik Augsburg, Carl Lang und Gustav Jung von der Mainzer Aktien-Bierbrauerei die Gesellschaft für Linde’s Eismaschinen Aktien-Gesellschaft in Wiesbaden. Carl von Linde war der einzige Vorstand, die anderen Gründer bildeten den Aufsichtsrat, mit Carl Lang als Vorsitzendem. Nach relativ kurzer Zeit war das Unternehmen in Europa führend auf kältetechnischem Gebiet. Brauereien in ganz Europa interessierten sich prompt für diese neue Kältetechnik als Ersatz für Natureis, da viele ab 1840 von obergärigem englischen Bier auf untergäriges Lagerbier umgestellt hatten. Das Lagerbier traf den Geschmack vieler Käufer und war lagerstabiler, benötigte aber während des Brauprozesses stabil niedrige Temperaturen. Dabei wirkte sich ein milder Winter 1883/1884 günstig aus: Es kam zu einer Knappheit bei Natureis, das für die temperaturregulierte Gärung von untergärigem Bier benötigt wurde. Bisherige Vorbehalte der Brauer gegen das Kunsteis schmolzen dahin, Kühlmaschinen waren plötzlich gefragt, und Linde lieferte umgehend. Kühlhäuser für Lebensmittel und mehrere Eiswerke ließ Linde nach und nach sogar selbst bauen. Auch auf Eislaufbahnen, in Molkereien und bei der Verflüssigung von Chlor und Kohlensäure war sein Verfahren gefragt, die Firma florierte. 1890 waren bereits 625 von Linde gefertigte Kältemaschinen, davon die meisten in Brauereien, in Betrieb.

### Forscher und Unternehmer

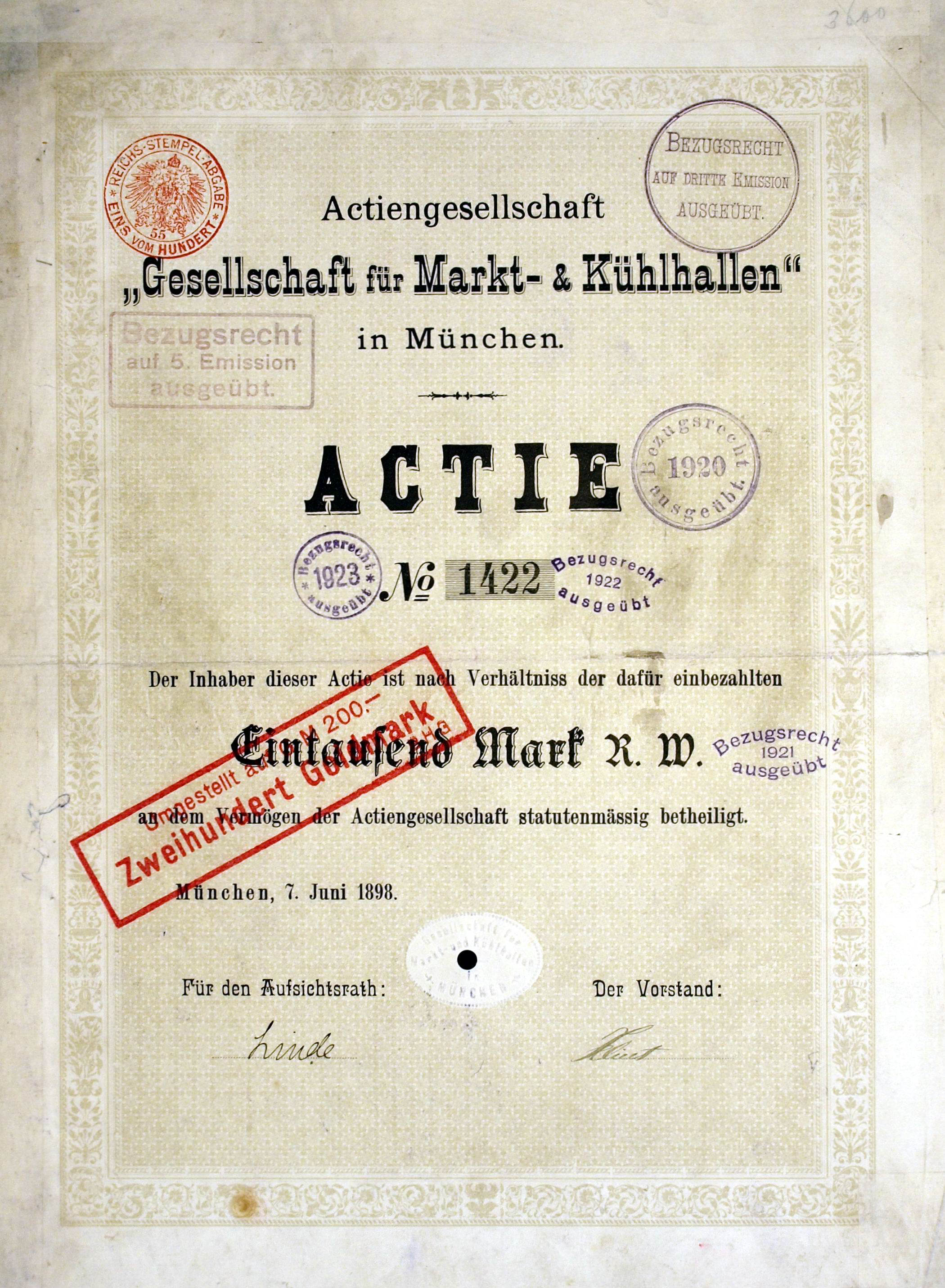
Aktie der Gesellschaft für Markt- und Kühlhallen vom 7. Juni 1898 mit Unterschrift vom Aufsichtsrat Carl Linde

1890 gehörte Linde zu den Mitbegründern der Gesellschaft für Markt- und Kühlhallen in Berlin. Deren Sitz war ab 1895 München und seit 1909 Hamburg. Diese Gesellschaft besaß zunächst Kühlhäuser und Eisfabriken in Hamburg und Berlin und wurde später der größte deutsche Kühlhausbetreiber und Marktführer im Bereich der Tiefkühllogistik. Linde war jahrelang Aufsichtsratsvorsitzender dieser Aktiengesellschaft.
1890 übergab Linde den Vorstandsposten der Linde Aktiengesellschaft an seinen Mitarbeiter Friedrich Schipper, zog sich aus dem operativen Geschäft zurück und wurde Aufsichtsratsvorsitzender – diesen Posten behielt er bis 1931. 1892 zog er zurück nach München, wo er eine Honorarprofessur an der Technischen Hochschule annahm. Diese wurde 1900 in eine ordentliche Professur umgewandelt und er hielt wieder Vorlesungen zu Kältemaschinen.
Von 1893 bis 1894 arbeitete Linde an einer Kohlensäurekältemaschine, welche er von der Maschinenfabrik Augsburg bauen ließ. Ursprünglich wollte er damit die Minderwertigkeit der Maschinen der englischen Konkurrenz aufzeigen und entwickelte daraus im Folgejahr dann das Verfahren der Luftverflüssigung. 1895 konnte Linde als einer der Ersten größere Mengen Luft verflüssigen (gleichzeitig gelang das in England William Hampson, der sein Patent etwas vor Linde einreichte), Linde meldete das Verfahren zum Patent an. Das Linde-Verfahren nutzt den Joule-Thomson-Effekt und beruht auf dem Gegenstromverfahren. Damit schuf Linde die Möglichkeiten für physikalische Tieftemperaturuntersuchungen und zur Trennung der Luftbestandteile durch fraktionierte Destillation.

## Linde-Verfahren

Verflüssigung von Luft

Das Linde-Verfahren ist eine von Carl von Linde entwickelte und im Jahre 1895 patentierte technische Methode zur Verflüssigung von Luft. Angesaugte Luft wird komprimiert und die dabei entstehende Wärme durch Wasserkühlung abgeführt. Daraufhin wird die Luft wieder entspannt, wobei sie sich aufgrund des Joule-Thomson-Effektes abkühlt. Bei einem Druckgefälle von 200 zu 20 bar erfolgt eine Abkühlung um etwa 45 Kelvin. Diese abgekühlte Luft kühlt in einem Gegenstrom-Wärmeaustauscher nachkommende verdichtete Luft vor, welche die nächste nachkommende Luft vorkühlt. Die kontinuierliche Wiederholung führt zu fortschreitender Temperaturerniedrigung, die schließlich beim Unterschreiten ihres Siedepunkts die Verflüssigung von Luft zur Folge hat. Mit dem gleichen Verfahren werden auch Wasserstoff und Helium verflüssigt, wobei diese Gase mit flüssiger Luft vorgekühlt werden müssen.
Siehe auch Kältemaschine und Kühlschrank.
1901 folgte die Errichtung einer Anlage zur Gewinnung von reinem Sauerstoff (durch Rektifikation) und (ab 1903) Stickstoff. Im Süden Münchens ließ Linde in Höllriegelskreuth 1903 eine Fertigungsstätte bauen, die noch heute der größte Standort des Linde-Konzerns ist.

## Mitgliedschaften und Auszeichnungen
Linde war Mitglied von zahlreichen wissenschaftlichen und Ingenieurvereinigungen. Unter anderem gehörte er ab 1895 zum Kuratorium der Physikalisch-Technischen Reichsanstalt und ab 1896 der Bayerischen Akademie der Wissenschaften an. 1876 wurde er Mitglied des Vereins Deutscher Ingenieure (VDI) und Mitbegründer des Bayerischen Bezirksvereins des VDI. 1892 wurde Linde Vorsitzender des Bayerischen Bezirksvereins, 1894 Mitglied des Vorstandes, 1895 Mitglied der wissenschaftlich-technischen Kommission des VDI und 1904/1905 dessen Vorstandsvorsitzender. 1897 wurde ihm die Grashof-Denkmünze (VDI) verliehen. 1903 war er als Vorstandsmitglied an der Gründung des Deutschen Museums beteiligt und war 1909 Gründungsvorstandsvorsitzender des Deutschen Kältevereins (DKV).
Der Göttinger Vereinigung für angewandte Physik und Mathematik – dem geistigen Vorläufer der Kaiser-Wilhelm-Gesellschaft – trat er 1898 bei. Linde wurde von Prinzregent Luitpold 1897 mit dem Ritterkreuz des Verdienstordens der Bayerischen Krone ausgezeichnet und aufgrund der Ordensstatuten in den persönlichen Adelsstand erhoben. 1907 erhielt er den Maximiliansorden. 1916 war er der erste Preisträger des Werner-von-Siemens-Rings. 1918 wurde er Inhaber des Ordens Pour le Mérite für Wissenschaften und Künste.
Als Ehrendoktor wurde er 1897 von der Universität Göttingen ausgezeichnet (Dr. phil. h. c.), 1902 von der Technischen Hochschule Dresden (Dr.-Ing. E. h.) und 1917 von der Technischen Hochschule Wien (Dr. techn. h. c.). Im Jahr 1922 wurde er mit der Wilhelm-Exner-Medaille ausgezeichnet. Er wurde zum Ehrenmitglied der Versuchs- und Lehranstalt für Brauerei ernannt.
Linde ist als Mitglied der Deutschen Hockey Hall of Fame aufgenommen worden.

## Namensgeber für Straßen
Carl von Linde ist Namensgeber für viele Straßen: Eine Dr.-Carl-von-Linde-Straße gibt es in München und in Pullach im Isartal. Eine Carl-von-Linde-Straße gibt es in Aichach, Dasing, Eberswalde, Fürstenfeldbruck, Garching bei München, Günzburg, Jettingen-Scheppach, Köln, Leuna, Mainz, Nürnberg, Odelzhausen, Schorfheide, Schwerin, Tacherting, Unterschleißheim, Untersteinach, Wiesbaden, einen Carl-von-Linde-Weg in Herborn und einen Carl-von-Linde-Platz in Aschaffenburg.

## Namensgeber für Schulen
Nach Linde sind das Carl-von-Linde-Gymnasium Kempten, die Carl-von-Linde-Realschule München und die Carl-von-Linde-Schule Kulmbach benannt.

## Werke
- Carl Linde: Aus meinem Leben und von meiner Arbeit. Aktualisierter Neudruck der 1916 erschienenen Aufzeichnungen. Hrsg. von Lisa Berger, Volker Gerndt und Werner Jakobsmeier. CreateSpace Independent Publishing Platform, 2014, ISBN 1-4974-9791-4 (Taschenbuch, 242 Seiten).

## Film
- Der Eiskönig Carl von Linde, Dokumentation, 45 Min., ausgestrahlt in BR-alpha am 14. Juli 2011